# Preguinho
João Coelho Netto, mais conhecido como Preguinho (Rio de Janeiro, 8 de fevereiro de 1905 — Rio de Janeiro, 1 de outubro de 1979), foi um multiesportista brasileiro.
Filho do escritor Coelho Netto, e da professora de música Maria Gabriela Brandão Coelho Netto, Preguinho era sócio do Fluminense antes mesmo de nascer, ingressando nas equipes infantis do clube carioca em 1916, com 11 anos.
Primeiro capitão e autor do primeiro gol da Seleção Brasileira em uma Copa do Mundo. Foi autor de um gol antes do meio de campo contra o Botafogo em 1930.

## Carreira
Sua estreia como futebolista do tricolor carioca ocorreu em 19 de abril de 1925: naquela tarde, Preguinho havia conquistado o tricampeonato estadual de natação, na categoria de 600 metros. Ainda com a medalha no peito, pegou um táxi até o Estádio das Laranjeiras para ajudar o Fluminense a conquistar o Torneio Início do Rio de Janeiro.
A sua estreia em partidas exceto no Torneio Início citado, foi no empate em 1 a 1 contra o Bangu, em 26 de abril de 1925, partida disputada em Laranjeiras e válida pela primeira rodada do Campeonato Carioca. Antes dessa partida o Bangu ofereceu a Preguinho um retrato de seu irmão, Mano, que falecera em 1922 após hemorragia interna decorrente de pancada no estômago acontecida enquanto jogava pelo time tricolor contra o São Cristóvão. O time no qual Preguinho mais fez gols acabaria sendo justamente o Bangu, tendo ele marcado dezessete gols contra esse adversário.
Passou praticamente toda sua carreira no Fluminense, atuando por curto período entre 1922 e 1925 como nadador e praticante de remo pelo CR Guanabara. Como futebolista, foi o primeiro capitão, artilheiro e autor do primeiro gol da Seleção Brasileira de Futebol em Copas do Mundo (Uruguai - 1930). Além do futebol, Preguinho praticou outras nove modalidades: natação, remo, polo aquático, saltos ornamentais, atletismo, basquete, vôlei, hóquei sobre patins e tênis de mesa, detendo 387 medalhas e 55 títulos nessas modalidades.
Após a profissionalização do futebol, em 1933, Preguinho continuou a atuar de forma amadora, recusando-se a receber dinheiro do Fluminense, aposentando-se em 1939. Fora seu desempenho dentro das quatro linhas, é também um dos maiores pontuadores da história do basquete tricolor, com 711 pontos anotados.
No Campeonato Carioca Amador de 1933, fez 21 gols em 10 jogos, e no de 1938, 21 gols em 12 jogos, sagrando-se campeão pelo Fluminense nas duas ocasiões.
Em 22 de janeiro de 1952, Preguinho recebeu o título de "Grande Benemérito-Atleta" do Fluminense. Na ocasião, ele disse: "Eu nem sabia falar direito e o Fluminense já estava em minha alma, em meu coração e em meu corpo."
Preguinho morreu em 1979, aos 74 anos, devido a problemas pulmonares.

## Multi atleta
João Coelho Netto foi um atleta completo. Disputou dez modalidades esportivas, sendo campeão em oito delas:
- Futebol
- Natação
- Remo
- Pólo aquático
- Saltos ornamentais
- Atletismo
- Basquete
- Vôlei

Sem título apenas nos seguintes esportes:
- Hóquei sobre patins
- Tênis de mesa

## Futebol

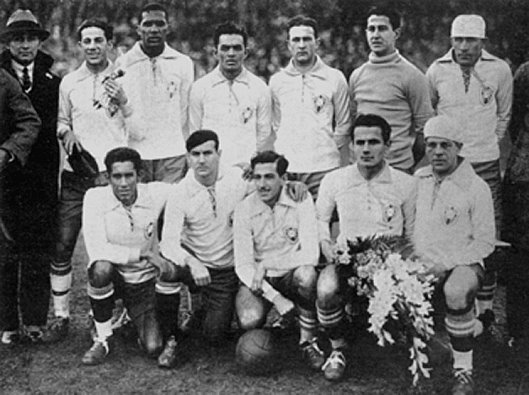
Copa do Mundo de 1930: Preguinho (agachado, segundo da direita para a esquerda).

Preguinho entrou como jogador de futebol para a galeria dos grandes ídolos do Fluminense e do Brasil. Foi autor do primeiro gol da Seleção Brasileira em uma Copa do Mundo, em jogo contra a Iugoslávia, na Copa do Mundo de 1930, em época em que seu apelido era Prego, sem o diminutivo. Ainda no Século XXI é um dos maiores artilheiros do Fluminense, oficialmente com 153 gols marcados, maior artilheiro do Fluminense no Estádio de Laranjeiras com 79 gols e o segundo maior cestinha de basquete do clube.
Foi o artilheiro do Fluminense nos campeonatos cariocas de 1928, 1929, 1930, 1931 e 1932, sendo que em 1930 e 1932 foi o artilheiro do Campeonato Carioca.

### Autor do primeiro gol brasileiro em uma Copa do Mundo
Em 1930 ele entrou definitivamente, como jogador de futebol, para a galeria dos grandes ídolos do Brasil. Foi o autor do primeiro gol da seleção brasileira numa Copa do Mundo, no jogo contra a Iugoslávia (derrota do Brasil por 1–2); no jogo seguinte da competição, ante a Bolívia, Preguinho marcou dois dos quatro gols da vitória brasileira (4–0). Além de ter sido o autor do primeiro gol do escrete brasileiro em um Mundial de Futebol, Preguinho ainda entraria para a história do esporte por ter sido o artilheiro do Brasil na competição (com 3 gols) e primeiro capitão em mundiais.

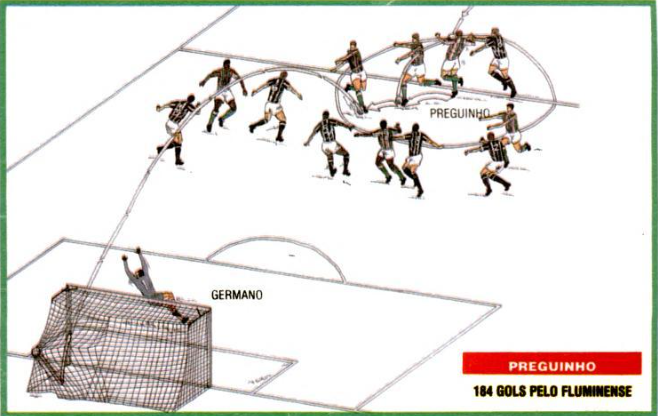
Golaço do Meio de Campo. Ilustrado por Marco Antonio na Revista Placar 1992

### Autor de um Gol do Meio de Campo
No Campeonato Carioca de Futebol de 1930, o  Botafogo já era campeão e vencia o Fluminense por 2 a 1 em 7 de dezembro. Preguinho pegou uma bola do meio de campo e chutou forte, por cobertura. Um gol igual que Pelé tentou contra a Tchecoslováquia na Copa do Mundo FIFA de 1970.

### Títulos
Fluminense
- Campeonato Carioca: 
  - Amadores: 1933, 1938
  - Profissionais: 1937, 1938
- Torneio Início do Rio de Janeiro: 1925

Seleção Carioca
- Campeonato Brasileiro de Seleções Estaduais: 1931

## Amor ao Tricolor
Ele sempre se recusou a receber dinheiro do clube, permanecendo como amador mesmo após a profissionalização do futebol. Jogou pelo Flu de 1925 a 1939. Em 1925, depois de nadar a prova dos 600 metros e ajudar o Fluminense a ser tricampeão estadual de natação, foi de táxi às Laranjeiras a tempo de jogar contra o São Cristóvão e ganhar o título do Torneio Início. 
Trouxe para o Fluminense 387 medalhas e 55 títulos nas oito modalidades que praticava. Tais façanhas fizeram dele o mais festejado herói tricolor e, em 1952, o clube concedeu a ele o primeiro título de Grande Benemérito Atleta, o que muito o orgulhou, até a sua morte, em 1979. Um busto na sede do clube e o nome do ginásio são merecidas homenagens.
Era filho do escritor Coelho Netto e irmão de Paulo Coelho Netto, autor do livro sobre o primeiro cinquentenário da História do Fluminense, historiador e dirigente deste clube. Há um depoimento seu sobre sua participação na Copa do Mundo de 1930, no filme Futebol Total, dirigido por Carlos Leonam e Oswaldo Caldeira e produzido por Carlos Niemeyer e pelo Canal 100, e vários outros dados ao jornalista Waldir Barbosa, que serviram de importante material para sua biografia, escrita por Waldir Barbosa Jr., com colaboração de Waléria Barbosa.
Até o final de sua vida Preguinho participou ativamente na política interna do Fluminense Football Club, sendo figura muito importante, atuando como diretor de futebol e conselheiro.

## Livro
Em julho de 2013 , Preguinho recebeu a primeira homenagem em livro: "Preguinho - Confissões de um Gigante[ligação inativa]" (SportLivro / Edição do autor), de Waldir Barbosa Jr., com colaboração de Waléria Barbosa, foi publicado, contando as histórias de infância, os fatos inusitados de sua trajetória e as estatísticas de seus gols e jogos pelo Fluminense.
Preguinho - Confissões de um Gigante, por Waldir Barbosa Jr., colaboração de Waléria Barbosa (2013).

## Frase deCoelho Netto
| “ | Já escrevi mais de 100 livros e ainda sou apontado na rua como o pai do Preguinho. | ” |